# Tetraglenes bucculenta
Tetraglenes bucculenta là một loài bọ cánh cứng trong họ Cerambycidae.